# Бибиков, Илья Богданович
Илья Богданович Бибиков (1739—1806) — русский генерал-поручик, сенатор.
Из старинного дворянского рода. Брат генерал-поручика Ю. Б. Бибикова, двоюродный брат генерал-аншефа А. И. Бибикова.
В 1754 г. поступил сержантом в Селенгинский пехотный полк. В 1760 г., в чине поручика, участвовал в осаде и взятии Кольберга. В 1769 г., в чине премьер-майора, был на двух приступах к Хотину, 14 августа того же года произведен в подполковники. В 1771 г. находился при атаке и взятии Кефы, 26 сентября того же года произведен в полковники, в 1773—1774 гг. был со своим полком в Кубанской степи и совершил поход за Кубань к Копылу. 
28 июня 1778 г.  получил чин бригадира, 22 сентября того же года — генерал-майора и 27 сентября 1786 г. произведен в генерал-поручики. В 1780—1783 гг. он был казанским губернатором, а в 1784—1790 гг. исполнял должность правителя новгород-северского наместничества. Высочайшим указом от 22 сентября 1792 г. Бибикову повелено было присутствовать в Сенате (в 6-м департаменте).
28 октября 1798 г. уволен от службы.
Был женат на Варваре Афанасьевне  (1741—1810), дочери купца и промышленника А. А. Гончарова. Потомства не оставил.